# 渋川市美術館・桑原巨守彫刻美術館
渋川市美術館・桑原巨守彫刻美術館（しぶかわしびじゅつかん・くわはらひろもりちょうこくびじゅつかん）は、群馬県渋川市にある市立美術館。群馬県沼田市出身である桑原巨守の彫刻作品を常設展示している。

## 歴史
2000年（平成12年）2月、渋川市は桑原巨守の親族との間で作品寄付契約を締結し、10月には群馬銀行との間で銀行店舗空きスペースの賃貸借契約に向け協議を行い、12月に開館した。2001年（平成13年）3月、市は銀行との間で賃貸借契約を正式に締結。期間は同年4月1日から2020年9月30日までとし、2020年（令和2年）9月に契約を2021年（令和3年）9月30日まで延長している。その間、渋川市美術館・桑原巨守彫刻美術館あり方検討委員会での議論、市民アンケート調査を経て、2021年4月に渋川市役所第二庁舎内への移転が決定。2024年（令和6年）3月に移転開館した。

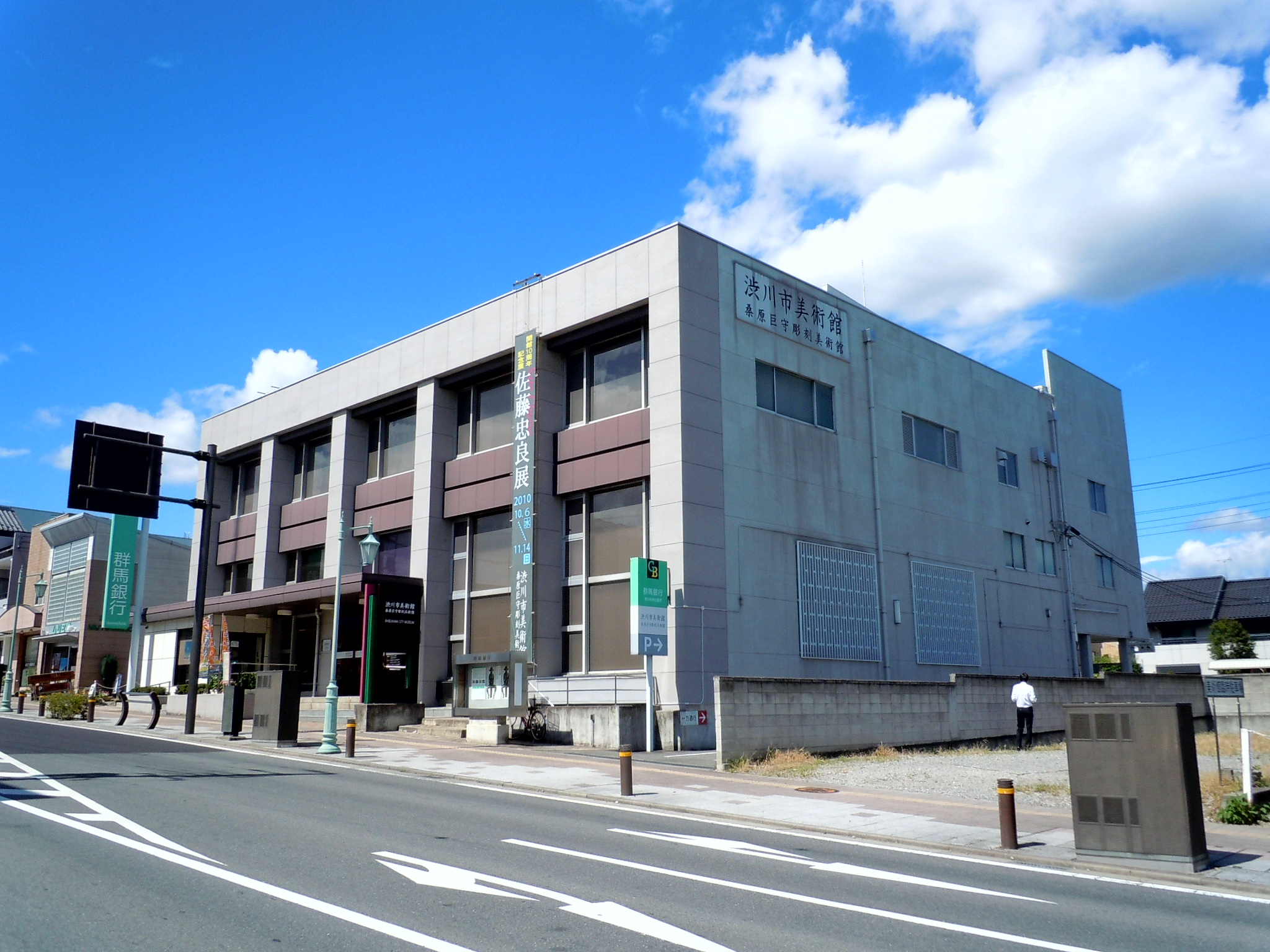
旧美術館（2010年）
桑原巨守「春のよろこび」

## 交通アクセス
公共交通機関
JR渋川駅より直線距離で約1キロメートル。
自家用自動車
関越自動車道・渋川伊香保インターチェンジが最寄り。市役所第二庁舎と共用の無料駐車場（普通車269台）が利用できる。